# Ben Siebenrock

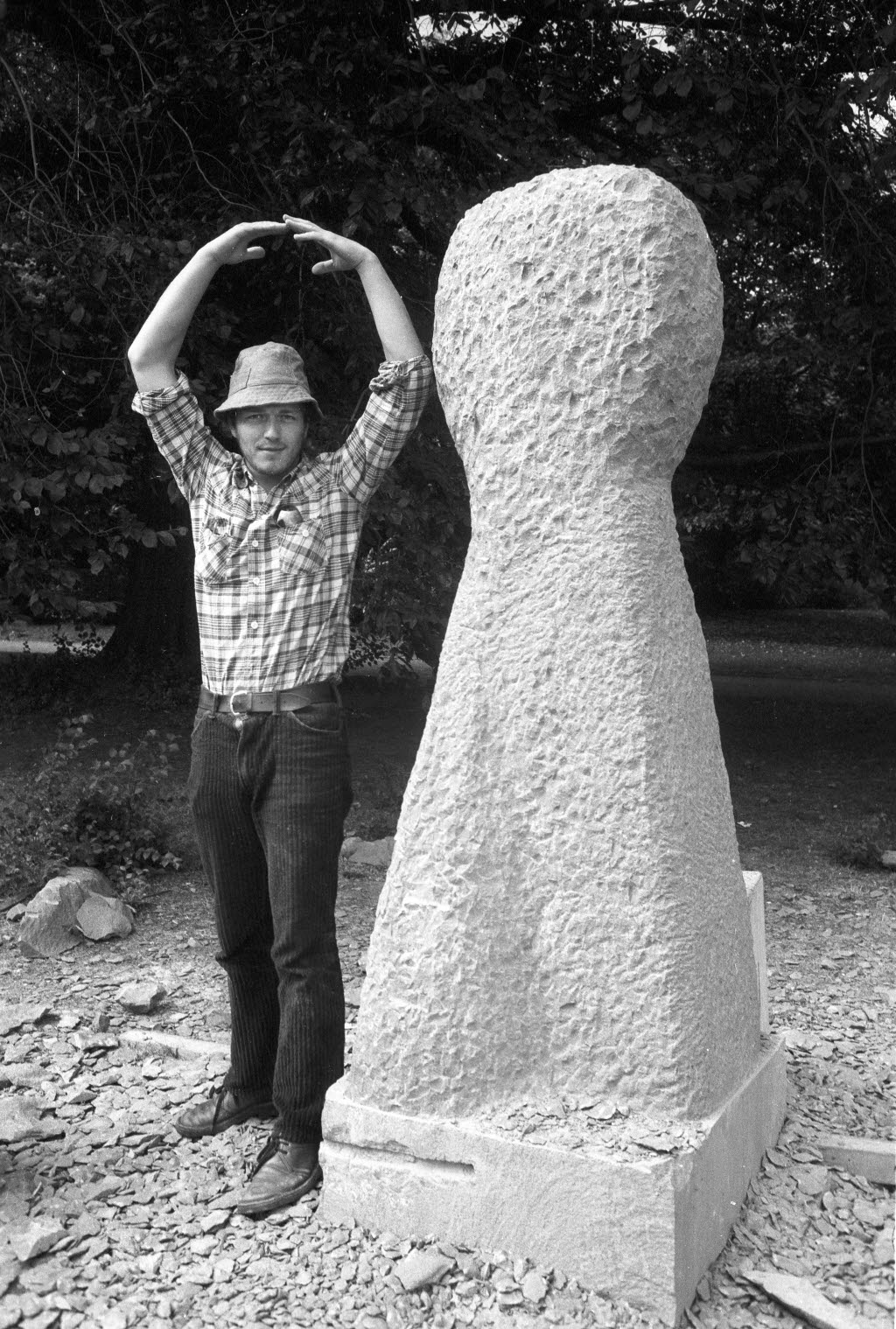
Ben Siebenrock bei einem Bildhauersymposium der Fachhochschule Kiel, 1976

Ben Siebenrock (* 12. November 1951 in Marbach am Neckar; † 2. Mai 2018 in Kiel) war ein deutscher Bildhauer.

## Biografie
Siebenrock war der Sohn des Malers Borromäus und der Objektkünstlerin Christa Siebenrok.
Er studierte von 1975 bis 1977 an der Muthesius Kunsthochschule Kiel bei Jan Koblasa und von 1977 bis 1983 an der Hochschule für Bildende Künste Braunschweig bei Emil Cimiotti. Mit Siegfried Neuenhausen widmete er sich im Jahre 1978 der künstlerischen Projektarbeit an der Bremer Justizvollzugsanstalt Oslebshausen und war dort von 1980 bis 1981 Leiter der ständigen Bildhauerwerkstatt. Von 1980 bis 1982 betrieb er Studien im Atelier des italienischen Bildhauers Francesco Somaini (1926–2005) in Como.
1982 gründete Siebenrock sein Atelier, das Künstlerhaus Langseehof(Lage) in Kiel. Von 1990 bis 1991 hatte Siebenrock einen Lehrauftrag für Bildhauerei an der Fachhochschule Kiel. 2009 eröffnete er eine Open-Air-Galerie für Großskulpturen, den Steinpark(Lage) in Warder.

## Werke
- 1979: Büsten des Herzog Ferdinand von Braunschweig-Wolfenbüttel und des Reformpädagogen Johann Peter Hundeiker, Bronze, Schlosspark Vechelde
- 1983: Zahn der Zeit, Carrara-Marmor, Lübeck
- 1986: Bühnenbild für den Verblendeten (nach Katharina der Großen) mit Aufführungen in Flensburg, Schleswig, Rendsburg, Neumünster
- 1986: Berührung in einem Punkt, Untersberger Marmor, drei Teile, Bildungshaus Salzburg St. Virgil
- 1986: Wirbelsäule, Untersberger Marmor, Bildungshaus Salzburg St. Virgil
- 1988: Renaturierung durch Kunst, Kiesgrube Dannewerk

## Auszeichnungen
- 1978: Preis im Wettbewerb um das Brahms-Denkmal in Hamburg
- 1988: Jahresstipendium Künstlerhaus Selk
- 1990: Umweltpreis der Stadt Schleswig
- 2001: Gastvortrag an der Bradley University, Illinois